# Olympische Winterspiele 2006/Teilnehmer (Tadschikistan)
Tadschikistan nahm an den Olympischen Winterspielen 2006 im italienischen Turin mit einem einzigen Athleten teil. Es war die zweite Teilnahme von Tadschikistan an den Olympischen Winterspielen.

## Teilnehmer nach Sportarten

### Ski Alpin
Nachdem Andrei Drygin schon an den Olympischen Winterspielen 2002 in Salt Lake City als Einzelstarter angetreten ist, konnte er sich auch für die Olympischen Winterspiele in Turin qualifizieren und nahm erneut für Tadschikistan als Einzelstarter teil. Nachdem er 2002 sowohl im Super-G als auch im Riesenslalom ausgeschieden ist, beendete er in Turin die Abfahrt und den Super-G jeweils auf den 51. Platz. Zudem ging er im Riesenslalom an den Start, konnte aber bereits den ersten Lauf nicht ins Ziel bringen.
| Athleten      | Wettbewerb   | Lauf 1 | Lauf 1 | Lauf 2 | Lauf 2 | Gesamt      | Gesamt |
| Athleten      | Wettbewerb   | Zeit   | Rang   | Zeit   | Rang   | Zeit        | Rang   |
| ------------- | ------------ | ------ | ------ | ------ | ------ | ----------- | ------ |
| Männer        |              |        |        |        |        |             |        |
| Andrei Drygin | Abfahrt      | –      | –      | –      | –      | 1:59,41 min | 51     |
| Andrei Drygin | Super-G      | –      | –      | –      | –      | 1:37,85 min | 51     |
| Andrei Drygin | Riesenslalom | DNF    | DNF    | DNF    | DNF    | DNF         | DNF    |